# 18-я гвардейская мотострелковая дивизия
18-я гвардейская мотострелковая Инстербургская Краснознамённая, ордена Суворова дивизия (сокр. 18 мсд, в/ч 38838) — тактическое соединение Сухопутных войск Российской Федерации. В советский период находилась в составе 11-й гвардейской армии (Особый военный округ, ПрибВО). С 2020 года в составе 11-го армейского корпуса.

## История формирования

### Вторая мировая война
18-я гвардейская мотострелковая Инстербургская Краснознамённая, ордена Суворова дивизия имела предшественников:
Базой формирования 133-й сд стало управление 78-й стрелковой дивизии и её приписной состав, проживающий в населённых пунктах Алтая и Сибири.
133-я стрелковая дивизия начала своё формирование в 1939 году в Новосибирске.
Формирование было начато по приказу Военного Совета СибВО 8 сентября 1939 г. и завершено 25.10.1939 г.
За проявленный героизм, высокую дисциплину, образцовое выполнение боевых заданий в борьбе с германским фашизмом 133-я стрелковая дивизия приказом Народного комиссара Обороны Союза ССР № 78 от 17 марта 1942 г. была преобразована в 18-ю гвардейскую стрелковую дивизию.
03.05.1942 г. дивизия была награждена первой правительственной наградой — орденом Красного Знамени.
За взятие г. Инстербург Указом Президиума Верховного Совета СССР от 22.01.1945 г. дивизии присвоено наименование «Инстербургская».
17 мая 1945 г. за «образцовое выполнение приказа при овладении городом Кёнигсберг и проявленные при этом доблесть и мужество личным составом дивизии» Указом Президиума Верховного Совета СССР награждена орденом Суворова II степени.

### Послевоенное время
23 ноября 1945 г. Приказом по особому военному округу № 00342 от 23.11.1945 года 18-я гвардейская стрелковая дивизия переформирована в 30-ю гвардейскую механизированную Инстербургскую Краснознамённую ордена Суворова дивизию с сохранением преемственности, наград и почётных наименований.
10 мая 1957 г. на основании Директивы Министра Обороны СССР № орг./3 /62540 от 27.02.1957 года, Директивы Главнокомандующего сухопутными войсками № ош/1/243665 от 12.3.1957 года и директивы командующего войсками Прибалтийского военного округа № 006645 от 15.4.1957 года 30-я гвардейская механизированная дивизия переименована в 30-ю гвардейскую мотострелковую Инстербургскую Краснознамённую ордена Суворова дивизию.
17 ноября 1964 г. приказом Министра Обороны СССР № 00174 30-я гвардейская Инстербургская Краснознамённая, ордена Суворова дивизия переименована в 18-ю гвардейскую мотострелковую Инстербургскую Краснознамённую ордена Суворова дивизию.

### Операция «Дунай»

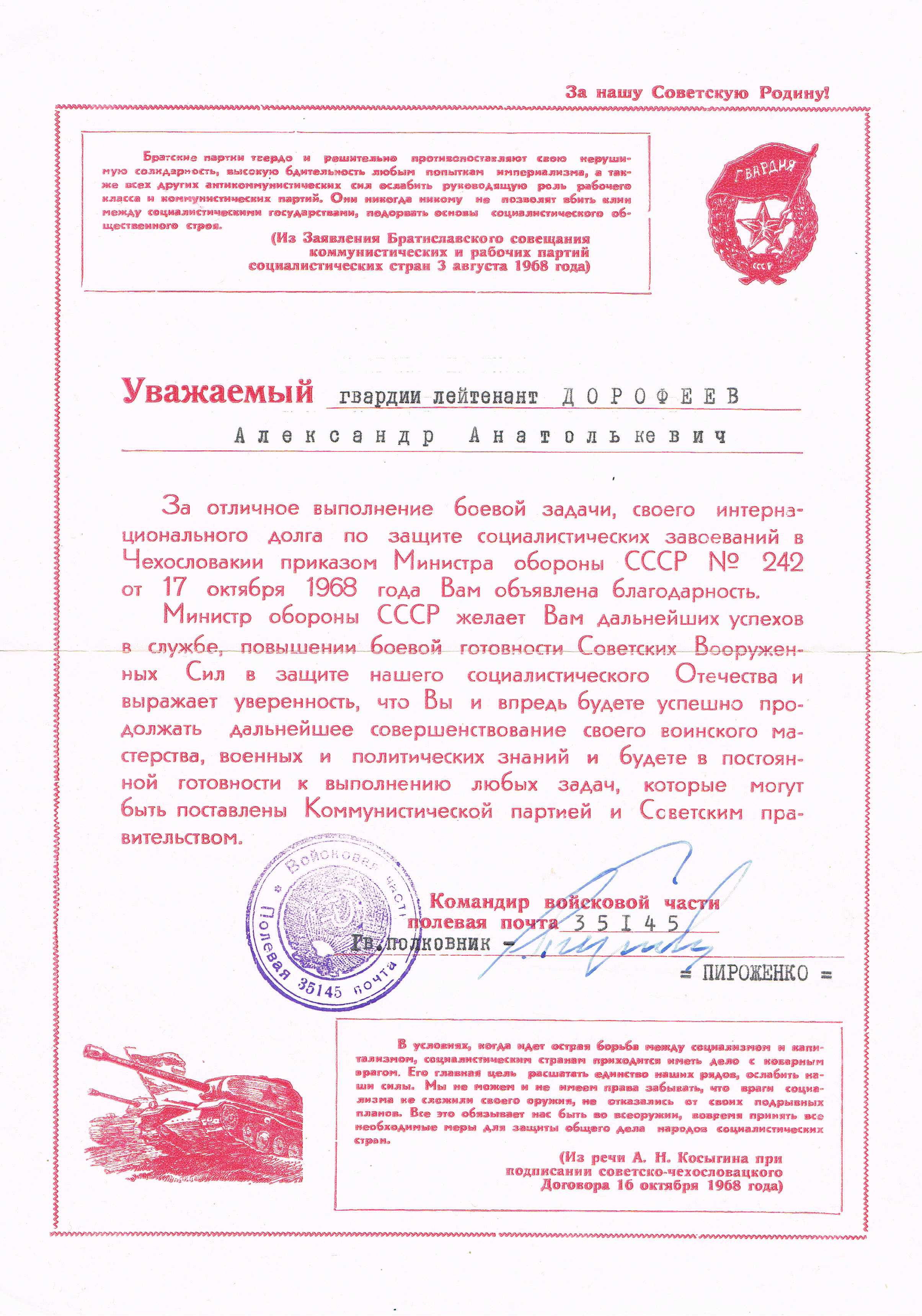
Благодарность Министра обороны СССР. Приказ № 242 от 17.10.1968. Операция «Дунай».

В июле 1968 года, по приказу Командующего войсками Прибалтийского военного округа и по кодовому сигналу «Буря» 18-я гвардейская мотострелковая Инстербургская Краснознамённая, ордена Суворова дивизия была поднята по боевой тревоге и выведена в запасной район сосредоточения.
С 22 по 26 июля дивизия была отмобилизована до штатов военного времени.
С 27 июля 1968 года дивизия совершала комбинированный марш по территории Польской Народной Республики, Германской Демократической Республики.
20 августа 1968 года соединение (усиленное 325 гв. мсп 180 мсд ОдВО) готовится к вводу в Чехословакию. После получения сигнала, совершив трёхсоткилометровый марш, дивизия в составе 11 гв. ОА вошла в Чехословакию и 26 августа сосредоточилась в районе 40 километров северо-западнее Праги. Приняла участие в операции «Дунай» и выполняла ответственное правительственное задание по ликвидации контрреволюции в ЧССР. В период операции «Дунай» дивизия вошла в состав 20-й гв. общевойсковой армии.
Приказом Министра обороны СССР от 17-го октября 1968 года № 242 за образцовое выполнение задания командования и интернационального долга по оказанию помощи трудящимся Чехословакии в борьбе с контрреволюционными элементами и проявленные при этом отвагу и мужество всему личному составу дивизии, участникам операции «Дунай»
объявлена благодарность.
После операции «Дунай» дивизия вошла в состав ЦГВ
На 1989 год численность дивизии составляла 13200 чел.

### 1991—2021 гг.
На начало 1991 г. 18-я гв. мсд, выводимая из Чехословакии в Калининградскую область (вновь возвращаясь в состав 11-й гв. ОА) была вооружена танками Т-72 (первых образцов, выпуска 1970-х гг.), а из четырёх её мотострелковых полков два были полками на БМП и два на БТР. При этом на 19.11.1990 БМП и БТР мотострелковых полков уже были, в основном, в СССР.
Накануне вывода войск из Чехословакии дивизия имела в своём составе 4 мотострелковых полка (два — на БМП, два — на БТР). Танковый парк дивизии составляли танки Т-72.
В 1991 году дивизия была передислоцирована в город Гусев и вошла в состав 11-й гвардейской армии.
В состав соединения влились военнослужащие, служившие в дислоцированной в Гусеве и сокращённой ранее 26-й гвардейской мотострелковой Восточно-Сибирской Городокской Краснознамённой Ордена Суворова дивизии. В 1997 году 11-я гвардейская армия была преобразована в Сухопутные и Береговые войска Балтийского флота.
1 мая 1998 г. Директивой Начальника Генерального Штаба ВС РФ 30.01.1998 года 18 гв. мсд с 1.5.1998 года переформирована в кадр 18-й гвардейской мотострелковой дивизии управления 1-й гвардейской мотострелковой дивизии
19 ноября 2001 г. Директивой ГШ ВМФ № 730/1/0795 от 19.11.2001 года кадр 18 гв. мсд переформирован в 19-й гвардейский отдельный разведывательный батальон.
1 июня 2002 г. Директивой ГШ ВМФ от 15.12.2001 года № 730/2/1/0855 19-й отдельный гвардейский разведывательный батальон переформирован в 79-ю отдельную гвардейскую мотострелковую Инстербургскую Краснознамённую ордена Суворова бригаду (в/ч 90151), Адрес: 238050, Калининградская обл., г. Гусев, ул. Зои Космодемьянской, 16.
В целях увековечивания боевой славы 18-й гвардейской мотострелковой дивизии бригаде переданы её почётные наименования, звание и регалии.
1 декабря 2020 года дивизия воссоздана в составе 11-го армейского корпуса Береговых войск ВМФ России.
2 марта 2021 года заместитель Министра обороны Российской Федерации — начальник Главного военно-политического управления ВС РФ генерал-полковник Андрей Картаполов в ходе рабочей поездки в соединения и воинские части Балтийского флота вручил историческое знамя 18-й гвардейской мотострелковой дивизии командиру 11-го армейского корпуса генерал-майору Андрею Рузинскому.

### Вторжение на Украину
Военнослужащие дивизии принимают участие во вторжении на Украину 2022 года. Двое военнослужащих дивизии, попавших в плен к украинской армии в сентябре под Балаклеей, попали на видео. Расследование украинских журналистов установило некоторых из находившихся во время оккупации в Балаклее военнослужащих 18-й дивизии.

## Состав
- 360-й танковый ордена Суворова полк (Страж-под-Ральскем) (с конца 1980-х годов заменён на 210-й мсп из 48-й мсд) (Рокитнице)
- 275-й гвардейский мотострелковый ордена Суворова полк (Млада Болеслав)
- 278-й гвардейский мотострелковый полк (Закупи)
- 280-й гвардейский мотострелковый ордена Суворова полк (Богосудов)
- 52-й гвардейский самоходный артиллерийский полк (Гвездов)
- 139-й (130) зенитный ракетный полк (Свеборжице)
- 86-й отдельный танковый батальон (Страж-под-Ральскем, с 1989 г. — Миловице)
- 149-й отдельный противотанковый дивизион (Курьиводы)
- 45-й отдельный разведывательный батальон (Дечин)
- отдельный батальон радиоэлектронной борьбы (Дечин)
- 27-й гвардейский отдельный батальон связи (Млада Болеслав)
- 234-й гвардейский отдельный инженерно-сапёрный батальон (Курьиводы)
- 898-й отдельный батальон материального обеспечения (Курживоды)
- 80-й отдельный ремонтно-восстановительный батальон (Гвездов)
- 386-й отдельный медицинский батальон (Дечин)
- 106-й отдельный батальон химической защиты (Курживоды)

- 210-й мотострелковый полк (Рокитнице)

31 Т-72; 9 БМП (5 БМП-1, 4 БРМ-1К), 14 БТР-60; 18 Д-30, 6 — 2С12 «Сани»; 1 ПРП-3, 2 ПРП-4; 9 Р-145 БМ; 2 МТ-55А.
- 275-й гвардейский мотострелковый ордена Суворова полк (Млада Болеслав)

31 Т-72; 10 БМП (2 БМП-2, 4 БМП-1, 4 БРМ-1К), 20 БТР-60; 12 — 2С12 «Сани»; 2 ПРП-4, 3 — 1В18, 1 — 1В19; 11 Р-145 БМ, 2 ПУ-12; 2 МТ-55А.
- 278-й гвардейский мотострелковый полк (Закупи)

31 Т-72; 40 БМП (6 БМП-2, 29 БМП-1, 5 БРМ-1К); 16 — 2С1 «Гвоздика», 4 — 2С12 «Сани»; 8 БМП-1КШ, 2 ПРП-4, 1 ПРП-3; 3 БРЭМ-4, 2 ПУ-12; 2 МТ-55А.
- 280-й гвардейский мотострелковый ордена Суворова полк (Богосудов)

31 Т-72; 12 БМП (7 БМП-2, 5 БРМ-1К); 18 — 2С1 «Гвоздика», 6 — 2С12 «Сани»; 8 БМП-1 КШ, 1 ПРП-3, 2 ПРП-4, 3 БРЭМ-4, 2 ПУ-12; 1 МТУ-20, 2 МТ-55А.
- 52-й гвардейский самоходный артиллерийский полк (Гвездов)

16 — 2СЗ «Акация», 15 БМ-21 «Град»; 5 ПРП-3, 3 — 1В18, 1 — 1В19; 2 Р-145 БМ, 1 Р-156 БТР; 11 МТ-ЛБТ.
- 139-й зенитный ракетный полк: ЗРК «Куб»

В составе дивизии на территории ЧССР также имелись:
- 27-й отдельный батальон связи (Млада Болеслав): 10 Р-145 БМ, 1 Р-156 БТР
- 234-й отдельный инженерно-сапёрный батальон (Курживоды): 2 ИРМ, 3 УР-67
- 898-й отдельный батальон материального обеспечения
- 80-й отдельный ремонтно-восстановительный батальон
- 386-й отдельный медицинский батальон

- 79-й гвардейский мотострелковый ордена Суворова полк, в/ч 63940 (г. Советск)[8]
- 275-й гвардейский мотострелковый ордена Суворова полк (г. Гусев)[9]
- 280-й гвардейский мотострелковый ордена Суворова полк (г. Гусев)[9]
- 11-й танковый полк, в/ч 41611 (г. Гусев)
- Н-й артиллерийский полк[10]
- 20-й отдельный разведывательный батальон, в/ч 12563 (г. Советск)[11]
- 26-й отдельный автомобильный батальон, в/ч 88771 (г. Гусев)
- Н-й отдельный батальон связи[12]
- Н-й отдельный инженерно-саперный батальон[12]

## Награды и наименования
Награды перешли дивизии от 18-й гвардейской стрелковой дивизии при переформировании:
- 03.05.1942 г. награждена орденом Красного Знамени.
- 22.01.1945 г. присвоено наименование «Инстербургская».
- 17.05.1945 г. награждена орденом Суворова II степени.

## Командование дивизии
- Карижский, Григорий Иванович (02.01.1945 — 19.03.1955), генерал-майор;
- Клюканов, Александр Иванович (19.03.1955 — 03.11.1956), генерал-майор;
- Науменко, Юрий Андреевич (03.11.1956 — 30.07.1960), полковник, генерал-майор;
- Куприянов, Фёдор Павлович (30.07.1960 — 28.07.1963), полковник, генерал-майор;
- Воливахин, Николай Андреевич (28.07.1963 — 24.05.1965), генерал-майор;
- Оставышин, Григорий Карпович (24.05.1965 — 22.09.1967), полковник;
- Валавин, Анатолий Иванович (22.09.1967 — 17.10.1969), полковник, генерал-майор;
- Артемьев, Октябрь Павлович (17.10.1969 — 01.03.1974), генерал-майор;
- Белоусов, Виктор Иванович (01.03.1974 — 1976), полковник, генерал-майор;
- Дворниченко, Александр Григорьевич (1976—1981), полковник, генерал-майор;
- Бобылев, Александр Евлампиевич (1981—1985), полковник, генерал-майор;
- Смирнов, Олег Евгеньевич (1985—1987), полковник, генерал-майор;
- Завгородний, Борис Михайлович (1987—1988), полковник;
- Шуляк, Пётр Иванович (1988—1991), полковник, генерал-майор;
- Новиков, Александр Васильевич (1991—1995), генерал-майор;
- Бакин, Владимир Юрьевич (1995—1998), генерал-майор;
- Сидоров, Николай Александрович (1998—1999), полковник;
- Быков Н. А. (1999—2001), полковник.

Начальники штаба:
- Артемьев, Октябрь Павлович (1967—1969), полковник;
- Гущин М. Г. (1969—1971), полковник;
- Сувалов Е. А. (1971—1972);
- Басов Б. А. (1972—1975), полковник;
- Шибанков А. Б. (1975—1976);
- Горяинов С. В. (1976—1979), полковник;
- Морозов В. И. (1979—1981);
- Петров (1981—1983);
- Палий, Виктор Николаевич (1983—1985), подполковник, полковник;
- Бокарев, Виктор Николаевич (1985—1988), полковник;
- Гребенников, Виктор Владимирович (1988—1989), полковник;
- Стариков, Валерий Иванович (1989—1991), полковник;
- Чигирин, Николай Иванович (1991—1993), полковник;
- Ржаников, Владимир Андреевич (1993—1996), полковник.

Начальники политотдела:
- Витренко, Николай Степанович (1967—1973), полковник;
- Шамраев И. И. (1973—1974);
- Серов Б. (1974—1975);
- Морозов Е. И. (1975—1980);
- Давыдов Ю. А. (1980—1983);
- Лоскутов, Сергей Александрович (1983—1988), подполковник, полковник;
- Синчурин, Виталий Ильич (1988—1991), полковник.

Заместители командира дивизии:
- Завьялов А. А., подполковник, полковник;
- Косицын, подполковник, полковник;
- Соколовский, Бронислав Александрович (1983—1987), подполковник, полковник;
- Зайцев, Валерий (198?—1991), подполковник, полковник;
- Артюх, Василий Александрович (1991—1995), полковник;
- Крутько, Сергей Витальевич (1995—1997), полковник.

## Награждённые званием Героя Российской Федерации
- гвардии подполковник Завадский, Александр Анатольевич, командир 7-го отдельного гвардейского мотострелкового полка, 2022 год.
- гвардии старший лейтенант Паламарчук, Валерий Сергеевич, командир командир танкового взвода, 2022 год.

## Память
- Дивизия упомянута на плите мемориального комплекса «Воинам-сибирякам», Ленино-Снегирёвский военно-исторический музей.
- В школе № 18 Дзержинского района Новосибирска был создан музей боевой славы дивизии.